# Owachomo Bridge
Owachomo Bridge est une arche naturelle du comté de San Juan, dans l'Utah, aux États-Unis. Elle est protégée au sein du Natural Bridges National Monument. On y accède depuis le sud par l'Owachomo Bridge Trail, sentier de randonnée inscrit au Registre national des lieux historiques depuis le 2 février 1989. Depuis le nord, l'arche s'atteint par le Loop Trail.